# Marcus, Washington
Marcus är en kommun (town) i Stevens County i delstaten Washington i USA. Orten har fått namn efter grundaren Marcus Oppenheimer. Vid 2010 års folkräkning hade Marcus 183 invånare.